# Powelliphanta augusta
Powelliphanta augusta (лат.) — вид редких брюхоногих моллюсков из семейства Rhytididae.

## Распространение
Эндемик Новой Зеландии (остров Южный). Найдены только на горе Mount Augustus к северо-востоку от Westport.

## Описание
Диаметр раковины 27—44 мм, высота 17—27 мм.

## Красная книга
Вид включён в список редких и охраняемых животных Новой Зеландии в статусе Nationally Critical. По данным Department of Conservation в мире осталось не более чем 1000 улиток этого вида. Впервые они были обнаружены в 1996 году членами экспедиции Nelson Botanical Society, однако, повторно их не могли найти вплоть до 2004 года. 11 ноября 2011 года около 800 моллюсков погибло от понижения температуры в центре консервации в искусственных условиях.

## Этимология
Видовое название augusta дано по имени горы Mount Augustus на Южном Острове в Новой Зеландии.